# The Voices of East Harlem
The Voices of East Harlem waren eine US-amerikanische R'n'B- und Gospel-Vokalgruppe, die Anfang der 1970er Jahre im New Yorker Stadtteil Harlem gegründet wurden. Die Gruppe hatte bis zu 20 Mitglieder.

## Geschichte
Zu den Voices of East Harlem gehörten unter anderem als Leadsängerinnen Gerri Griffin und Monica Burress sowie Bernard Graham, Wayne Garfield, Jerome Mack, Elaine Clark, Cynthia Sessions, Kevin Griffin und Claudia Moore. Die Mitglieder waren zwischen 12 und 21 Jahren alt.
Herausragende Ereignisse ihrer Bandgeschichte waren der Auftritt beim Isle of Wight Festival 1970; sowie zwei Jahre später ihr Mitwirken an dem musikalischen Filmworkshop Sing Sing Thanksgiving zusammen mit B. B. King und Joan Baez.
Für ihre erfolgreichste Langspielplatte The Voices of East Harlem (1973) arbeitete die Gruppe mit den Produzenten Leroy Hutson und Curtis Mayfield.

## Diskografie
- Right On Be Free, Elektra, 1970
- Brothers and Sisters, Elektra, 1972
- The Voices of East Harlem, Just Sunshine Records, 1973
- Can You Feel It?, Just Sunshine Records, 1974